# エジプトへ出発するモーセ (ペルジーノ)
『エジプトへ出発するモーセ』（エジプトへしゅっぱつするモーセ、伊:Viaggio di Mosè in Egitto）は、イタリアのルネサンス期の画家ピエトロ・ペルジーノと工房が1482年ごろに制作したフレスコ画であり、預言者モーセの旅を描いている。ローマのヴァチカン宮殿内のシスティーナ礼拝堂にある。
モーセの旅を描いた、このフレスコ画は、祭壇のすぐ右の壁の最初のもので、反対側の壁にある『キリストの洗礼』と向かい合っている。
絵画は、モーセ（連作の他のフレスコ画と同じように黄色と緑の服を着ている）がミディアンから追放された後、右側にいる妻のチッポラとエジプトに向けて出発するところを表している。中央では、天使がモーセにヤハウェとイスラエル人との契約のしるしとして、息子のエリエゼルを割礼するように要請している（右側の場面）。反対側のフレスコ画に描かれている『キリストの洗礼』は、実際、アウグスティヌスを含むいくつかの初期キリスト教の作家によって、一種の「精神的な割礼」と見なされていた。割礼の儀式は本作の右側に表され、チッポラも描かれている。
右の背景には、ジェスロを離れる前にモーセとチッポラが挨拶を受けているところが描かれている。自然の要素には、細い木々（キリスト教の犠牲の象徴であるヤシを含む）が特徴的な背景の丘の風景、および鳥が含まれている。鳥のうちの2羽は交尾中であり、自然の復活サイクルを示唆している。左側の背景には羊飼いの集団がいる。翻っているドレスを着た女性像は、フィレンツェの初期ルネサンス絵画では一般的なもので、ドメニコ・ギルランダイオとボッティチェッリによっても描かれた。

## 歴史
作品の依頼は、ペルジーノがローマの旧サン・ピエトロ大聖堂の礼拝堂の装飾に従事していた1480年であった。教皇シクストゥス4世はペルジーノの仕事に満足し、ヴァチカン宮殿に建てた新しい礼拝堂の装飾もペルジーノに依頼することにした。依頼作品の大きさのためにペルジーノだけでなく、後にボッティチェッリ、ギルランダイオなどを含むフィレンツェからの画家の集団が加わった。

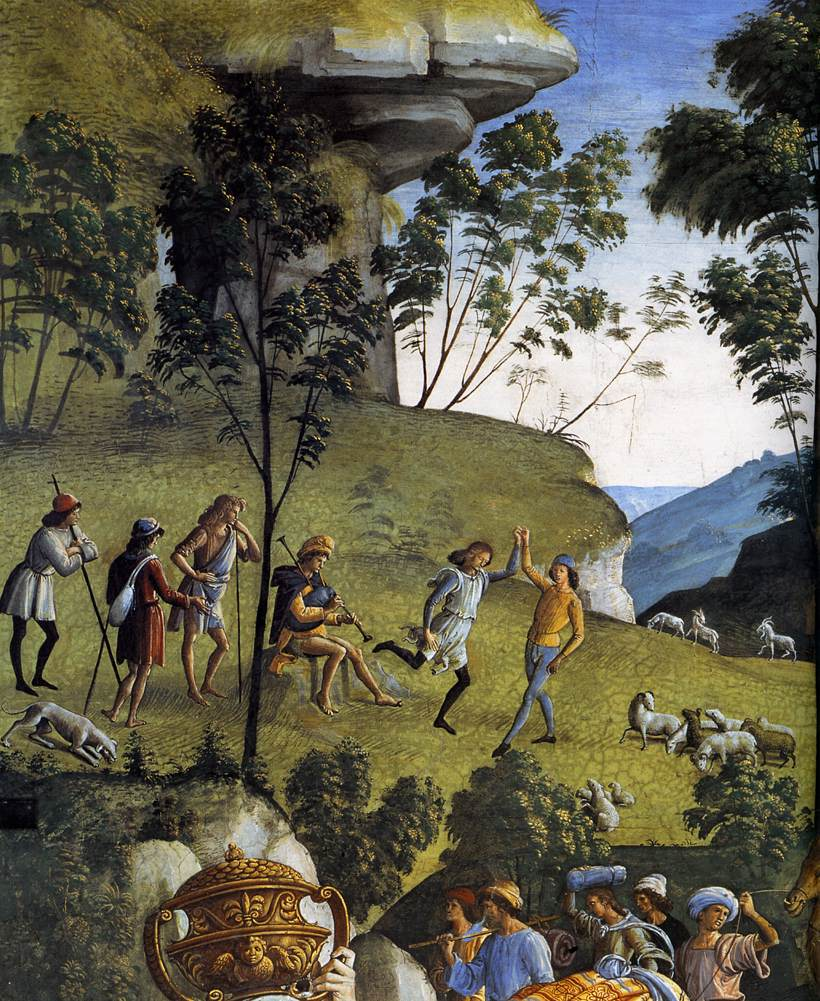
細部

システィーナ礼拝堂のペルジーノの助手にはピントゥリッキオが含まれていた。フレスコ画の一部の人物は伝統的にピントゥリッキオに帰属されていたが、これには20世紀の美術史家から疑義が呈されてきた。一部の人物はむしろ、アンドレア・ダッシジ、ロッコ・ゾッポによって描かれたか、可能性はより低いが、当時の他のペルジーノの協力者であったロ・スパーニャやバルトロメオ・デッラ・ガッタによって描かれた。